# 派翠西亞·赫斯特
派翠西亞·坎貝爾·赫斯特（1954年2月20日—），美國報業大王威廉·赫斯特的孫女。

## 簡介
1974年2月4日在加州柏克萊被美國極左派激進組織共生解放軍綁架，該組織要求赫斯特家族發放4億美元的救濟物資給加州的貧民，否則就要殺害派翠西亞，赫斯特家族發放部份物資，但共生解放軍並未釋放派翠西亞。1974年4月3日，她發表聲明宣佈加入共生解放軍，並改名為「塔尼亞」（「Tania」，這個名字來自切·格瓦拉在玻利維亞游擊戰時一名女性同伴的姓名），4月15日她參與了共生解放軍在舊金山的一項銀行搶案，被聯邦調查局發布通緝令。1975年9月被捕，1976年3月20日因參與銀行搶案被判刑7年，但後來被美國總統吉米·卡特所特赦，僅服刑22個月便在1979年2月1日出獄。
出獄之後她與自己的保鏢伯納德·蕭結婚，婚後育有兩名子女。2001年1月20日美國總統比爾·柯林頓在卸任前頒布特赦令，撤銷了她的所有罪名。